# Har Me'ona
Har Me'ona (hebrejsky:הר מעונה) je hora o nadmořské výšce 615 metrů v severním Izraeli, v Horní Galileji.
Nachází se přímo v prostoru města Ma'alot-Taršicha. Má podobu nevýrazného pahorku, který vystupuje na jihozápadním okraji města, jižně od čtvrti Taršicha (a na ni navazující vesnice Me'ona) a severně od sousední obce Kfar Vradim. Svahy kopce jsou z větší části pokryty rozrůstající se zástavbou, pouze jihovýchodní úbočí je ještě zčásti stavebně nevyužito. Jde o jeden z několika podobných pahorků, na nichž se město Ma'alot-Taršicha rozkládá. Na východ odtud je to Har Mejchal, na severozápadě Har Betach.